# Jewgeni Maximowitsch Nowikow
Jewgeni Maximowitsch Nowikow (russisch Евгений Максимович Новиков, auch Evgeniy Novikov; * 19. September 1990 in Moskau) ist ein russischer Rallyefahrer. 2009 fuhr er für das Citroën Junior Team in der Rallye-Weltmeisterschaft.

## Karriere

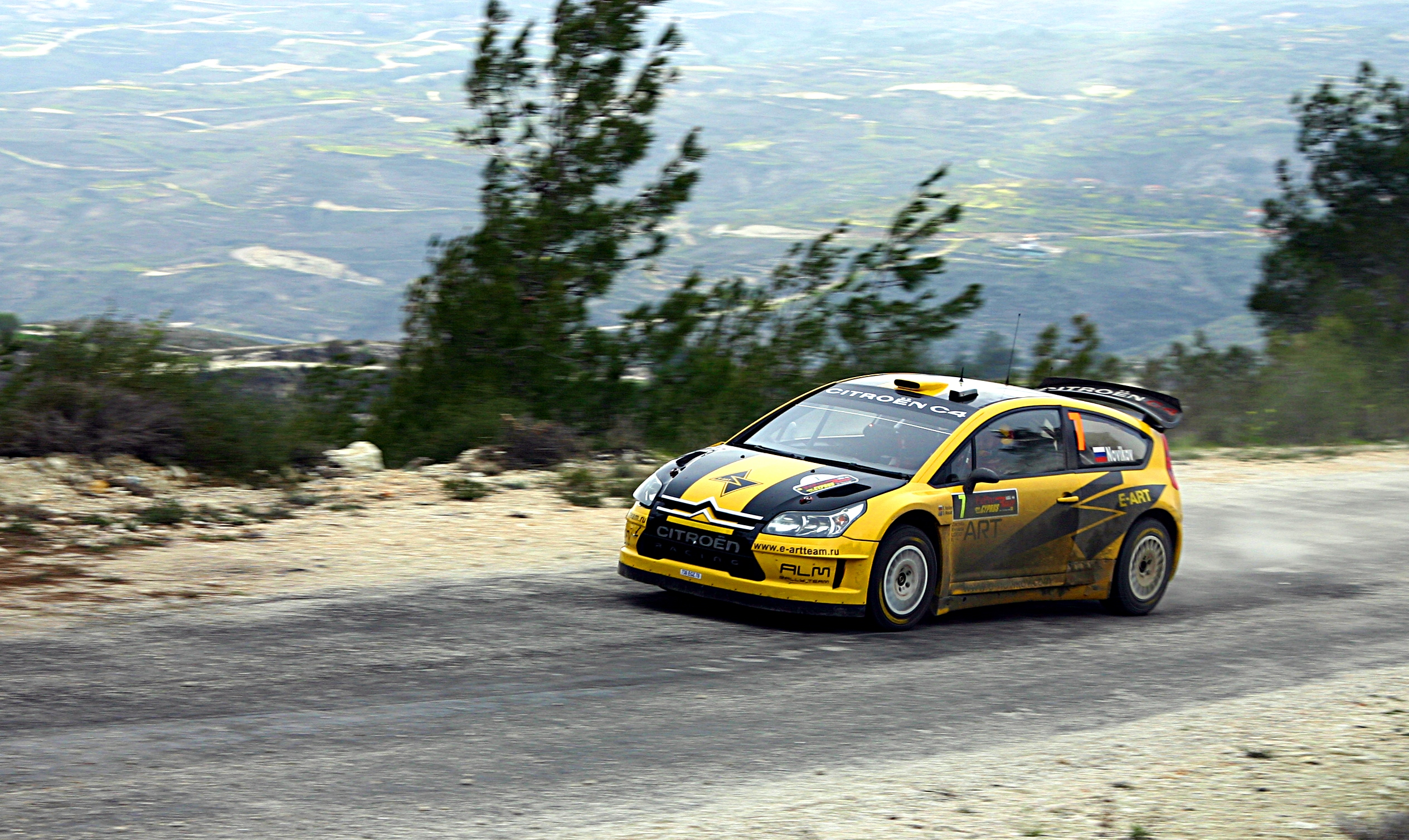
Jewgeni Nowikow bei der Rallye Zypern 2009

Schon in frühen Jahren fuhr Nowikow im Kart. Während dieser Zeit entdecke sein Vater das Rallyefahren für sich, so dass Nowikow im Alter von 13 Jahren zum Beifahrer seines Vaters bei lokalen Rallyeveranstaltungen wurde. Zwei Jahre später begann er selber mit dem Rallyefahren und gewann 2006 den russischen Rallye Cup. 2007 startete er bei der Rallye Wales erstmals in der WRC. In der folgenden Saison fuhr er 6 Rallyes in der P-WRC, die im Rahmen der Rallye-Weltmeisterschaft stattfindet. 2009 wurde Nowikow vom Citroën Junior Team unter Vertrag genommen und war für acht Meisterschaftsläufe gemeldet. Er hatte vier Unfälle und kam dreimal außerhalb der Punkteränge ins Ziel. Nur bei der Rallye Italien wurde er in diesem Jahr Gesamtfünfter und erreichte somit seine ersten Weltmeisterschaftspunkte. Trotzdem waren seine durchschnittlichen Ergebnisse nicht gut genug um in der nächsten Saison im Citroën Junior Team zu bleiben. 2010 bestritt er keine Rallye-WM-Läufe. Bei der Rallye-Weltmeisterschaft 2011 startete er für das Stobart M-Sport Ford Rally Team bisher bei fünf Rallyes, zweimal erreichte er das Ziel. Mit dem zwanzigsten Platz bei der Rallye Griechenland und dem vierzehnten Platz bei der Rallye Sardinien war es ihm, bis zu den letzten zwei Rallyes der Saison, noch nicht gelungen, Fahrer-WM-Punkte zu bekommen. In Katalonien und Wales erreichte er jeweils den siebten Gesamtrang und beendete die Meisterschaft auf dem 17. Platz. Im Jahr 2012 kam Novikov auf den sechsten Weltmeisterschaftsschlussrang und für zwei Mal auf den zweiten Platz, womit der Russe zu diesem Zeitpunkt der jüngste Pilot war, der bei einem Rallye-Weltmeisterschaftslauf auf dem Podium landete, bevor dieser Rekord von Kalle Rovanperä gebrochen wurde. 2013 belegte er den siebten Platz in der WM, trotz einigen zum Teil schweren Unfällen. Für das Jahr 2014 bekam Novikov keinen Platz mehr in einem WRC-Team.

## Einzelergebnisse WRC
| Jahr | Team                                  | Auto                     | 1       | 2       | 3       | 4       | 5      | 6       | 7       | 8       | 9       | 10      | 11      | 12    | 13     | 14     | 15      | 16      | Rang | Punkte |
| ---- | ------------------------------------- | ------------------------ | ------- | ------- | ------- | ------- | ------ | ------- | ------- | ------- | ------- | ------- | ------- | ----- | ------ | ------ | ------- | ------- | ---- | ------ |
| 2007 | Evgeny Novikov                        | Subaru Impreza WRX STi   | MON     | SWE     | NOR     | MEX     | POR    | ARG     | ITA     | GRE     | FIN     | GER     | NZL     | ESP   | FRA    | JPN    | IRL     | GBR DNF | –    | –      |
| 2008 | Evgeny Novikov                        | Subaru Impreza WRX STi   | MON     | SWE     | MEX     | ARG DNF | JOR    | ITA     |         |         |         |         |         |       |        |        |         |         | –    | –      |
| 2008 | Evgeny Novikov                        | Mitsubishi Lancer Evo IX |         |         |         |         |        |         | GRE 35  | TUR DNF | FIN     | GER     | NZL DNF | ESP   | FRA    | JPN 11 | GBR DNF |         | –    | –      |
| 2009 | Citroën Junior Team                   | Citroën C4 WRC           | IRL     | NOR 11  | CYP DNF | POR DNF | ARG    | ITA 5   | GRE 15  | POL 9   | FIN DNF | AUS     | ESP DNF | GBR   |        |        |         |         | 13   | 4      |
| 2011 | M-Sport Stobart Ford World Rally Team | Ford Fiesta RS WRC       | SWE     | MEX DNF | POR     | JOR     | ITA 14 | ARG     | GRE 20  | FIN DNF | GER     | AUS DNF | FRA 24  |       |        |        |         |         | 17   | 12     |
| 2011 | ALM Russia                            | Citroën DS3 WRC          |         |         |         |         |        |         |         |         |         |         |         | ESP 7 |        |        |         |         | 17   | 12     |
| 2011 | Team Abu Dhabi                        | Ford Fiesta RS WRC       |         |         |         |         |        |         |         |         |         |         |         |       | GBR 7  |        |         |         | 17   | 12     |
| 2012 | M-Sport Ford World Rally Team         | Ford Fiesta RS WRC       | MON 5   | SWE 5   | MEX DNF | POR 2   | ARG 8  | GRE DNF | NZL 4   | FIN 36  | GER DNF | GBR 6   | FRA 7   | ITA 2 | ESP 10 |        |         |         | 6    | 88     |
| 2013 | Qatar M-Sport World Rally Team        | Ford Fiesta RS WRC       | MON DNF | SWE 9   | MEX 10  | POR 4   | ARG 4  | GRE 9   | ITA DNF | FIN 6   | GER 9   | AUS 7   | FRA 5   | ESP 5 | GBR 19 |        |         |         | 7    | 69     |